# Protestas en Jordania de 1996
Las protestas en Jordania de 1996 (en árabe:انتفاضة 1996 في الأردن) fueron manifestaciones masivas y disturbios en Jordania durante 4 semanas en agosto y septiembre contra las nuevas reformas impulsadas por el Fondo Monetario Internacional, que llevaron a aumentos en el precio del pan y, a pesar de los problemas económicos, el gobierno de Abdul Karim Kabariti aumentó los precios de los alimentos y de los bienes básicos, lo que provocó disturbios en Al Karak y se extendió a Ma'an, Zarqa, Amán, Madaba y otras ciudades del sur, donde la pobreza es alta.
Las protestas estallaron en todo el país cuando los disturbios en todo el país se convirtieron en una oposición y una ola sin precedentes de tensiones políticas y levantamiento popular. Los disturbios exigieron la dimisión del gobierno y la retirada de las nuevas medidas del FMI. Las protestas serían la ola más mortífera de violencia contra el gobierno y huelgas sostenidas desde las protestas de 1989, cuando 32 murieron durante disturbios por alimentos.
Después de semanas de protestas y la muerte de 3 manifestantes, los precios del grano y el forraje disminuyeron y el gobierno hizo concesiones con los manifestantes, disminuyendo los programas y reformas liderados por el FMI. Las principales demandas de la Intifada fueron la renuncia del gobierno, mejores condiciones de vida, el retiro de las medidas de austeridad y los controles de precios a los alimentos, a pesar de la escasez se cumplió la mitad de sus demandas.